# Premstätten
Premstätten è un comune austriaco di 5 784 abitanti nel distretto di Graz-Umgebung, in Stiria; ha lo status di comune mercato (Marktgemeinde). È stato creato il 1º gennaio 2015 dalla fusione dei precedenti comuni di Unterpremstätten e di Zettling con il nome di Unterpremstätten-Zettling, ma dal 1º gennaio 2016 ha adottato quello di Premstätten.